# Hırka
Hırka ist ein Dorf im Landkreis Tavas der türkischen Provinz Denizli. Hırka liegt etwa 62 km südwestlich der Provinzhauptstadt Denizli und 22 km südwestlich von Tavas. Hırka hatte laut der letzten Volkszählung 423 Einwohner (Stand Ende Dezember 2010).